# Anse-à-Foleur
Anse-à-Foleur (em crioulo haitiano:  Ansafolè), é uma comuna do Haiti, situada no departamento do Noroeste e no arrondissement de São Luís do Norte. De acordo com o censo de 2003, sua população total é de 16.560 habitantes.